# 柳园镇 (瓜州县)
柳园镇，原名红柳园，是中华人民共和国甘肃省酒泉市瓜州县下属的一个镇，位于甘肃省西端。红柳园古代原为驿站名。1958年，铁道部在此设立柳园站，更名为柳园，1960年经甘肃省人民政府批准设镇级建制，1986年改为副县级镇，现辖五个社区居委会，各类驻柳单位176个，居住着汉、回、蒙、藏等多个民族，2002年末人口达12000人，没有农业人口。
柳园地处交通要塞，国道312线、215线、兰新铁路线横贯全境，是连接甘、青、新、藏四省区的陆路交通枢纽。
柳园镇地势由东北向西南倾斜，平均海拔1797米，总面积9700平方公里，镇区面积8.9平方公里。年平均气温5.7℃,年最高气温37.5℃,年降水量83.7毫米，蒸发量为3140.6毫米，昼夜温差大，属典型的大陆性气候。
柳园镇地域广阔，有丰富的矿产资源，已探明的可供开采选冶利用的贵金属金、银产地24处；有色金属铜、铅、锌、铜、钛、锡等产地12处；黑色金属铁、钨、锰等20多处；花岗石、大理石、萤石、石灰石、重晶石等非金属矿23处。

## 行政区划
柳园镇下辖以下地区：
公园路社区和团结巷社区

## 交通
- 215国道0公里起点。

## 轶事
2009年7月5日乌鲁木齐发生七五事件后，新疆境内全面断网312天。
柳园作为甘肃省离新疆最近的一个小火车站，使得部分新疆网民拼车、团购火车票来到柳园上网，导致柳园网费增长、网吧爆满。
“柳园一出车站就有好几家网吧，我去过了。网吧对面就是旅馆，下火车出站就可以上网了。那个网吧全是新疆这边的，本地人基本没与几个，到了晚上8点全是新疆的网民。”